# Aurore de la Morinerie

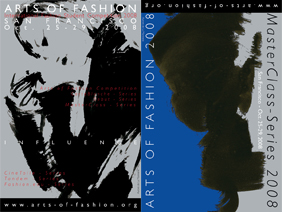
Flyer von Aurore de la Morinerie für Nathalie Doucet

Aurore de la Morinerie (* 1962 in Saint-Lô, Frankreich) ist eine französische Künstlerin und Illustratorin, die vor allem im Bereich der Modeillustration tätig ist und in Paris lebt.

## Leben
De la Morinerie studierte Modedesign an der Ecole supérieure des Arts appliqués Duperré. In dieser Zeit nahm sie Unterricht in chinesischer Kalligraphie, was ihren Stil entscheidend geprägt hat.

## Wirken
Neben ihrer Tätigkeit als freie Künstlerin arbeitete sie für Marken wie Hermès, Chanel, Cartier, Omega, Maison Martin Margiela, Rick Owens, H&M, Aesop, Lancel, Tiffany und Neiman Marcus. Regelmäßiger ist sie für die The New York Times und das Time Magazine, die amerikanischen und britischen Ausgaben der Harper’s Bazaar, AD Magazine, ELLE France und Le Monde tätig.
Sie ist außerdem regelmäßige Autorin des New York Times T Magazine, der amerikanischen und britischen Ausgaben von Harper’s Bazaar, AD Magazine, ELLE France sowie der wöchentlichen Beilage von Le Monde und arbeitet für die größten Modehäuser der Welt, wie Hermès, Alaïa, Chanel, Cartier, Omega, Maison Martin Margiela.
Ihre Werke hängen unter anderem im Design Museum London, im Museum für Kunst und Gewerbe Hamburg sowie dem Musée de la Mode de la Ville de Paris.